# XXVIII століття
XXVIII століття — за григоріанським календарем проміжок часу між 1 січня 2701 і 31 грудня 2800.

## Очікувані астрономічні події
- 15 червня 2733 року відбудеться проходження Венери перед диском Сонця.
- 13 червня 2741 року відбудеться проходження Венери перед диском Сонця.